# 坂本大典
坂本 大典（さかもと だいすけ、1986年12月30日 - ）は、日本の実業家。株式会社XLOCAL代表取締役COO。株式会社SHONAI取締役。インタラクティブ株式会社社外取締役。株式会社イングリッシュバンジー代表取締役。株式会社松山ローカル大学取締役。
NewsPicks創業者。

## 概要
愛媛県新居浜市の出身。愛媛県立新居浜西高等学校を卒業。同志社大学商学部を卒業。在学中に、インターンとして創業直後の株式会社ユーザベースに参画。2009年4月、べリングポイント株式会社（現PwCコンサルティング合同会社）入社。7月、ユーザベースに入社:SPEEDA〈商品企画、顧客対応、営業〉。2013年、NewsPicksを創業。2015年4月、株式会社ニューズピックス転籍。2017年4月、株式会社ニューズピックス取締役に就任。2019年4月、NewsPicks代表取締役社長に就任。2021年1月、株式会社ユーザベースグループ執行役員に就任。2023年独立。４月、株式会社チイキズカンを創業し代表取締役に就任。山中大介と共同代表で株式会社XLOCALに社名変更。7月、株式会社ローカル大学取締役に就任。11月28日、株式会社イングリッシュバンジーを創業、代表取締役に就任。2024年6月20日、(株)SHONAIの取締役に就任。インタラクティブ株式会社及び株式会社PostPrimeの社外取締役に就任。